# فاوسکه (شهر)
فاوسکه (به لاتین: Fauske) یک منطقهٔ مسکونی در نروژ است که در فاوسکه واقع شده‌است. فاوسکه ۴٫۵۲ کیلومتر مربع مساحت و ۶٬۳۰۴ نفر جمعیت دارد و ۹ متر بالاتر از سطح دریا واقع شده‌است.

## نگارخانه

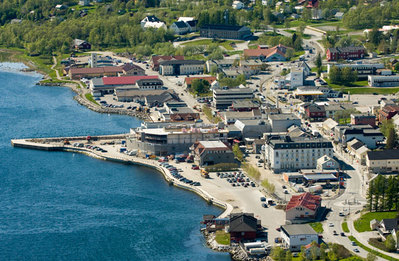
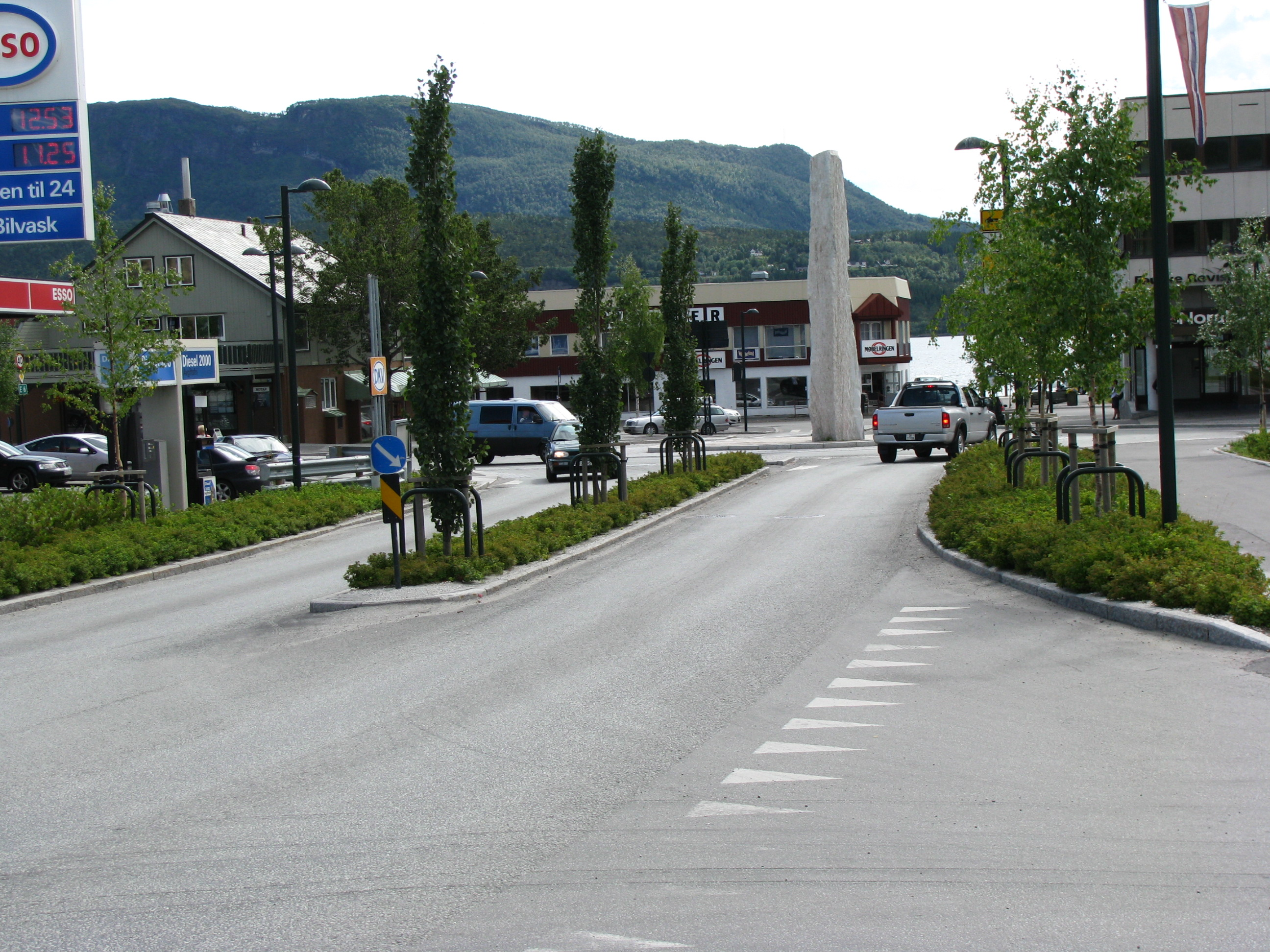
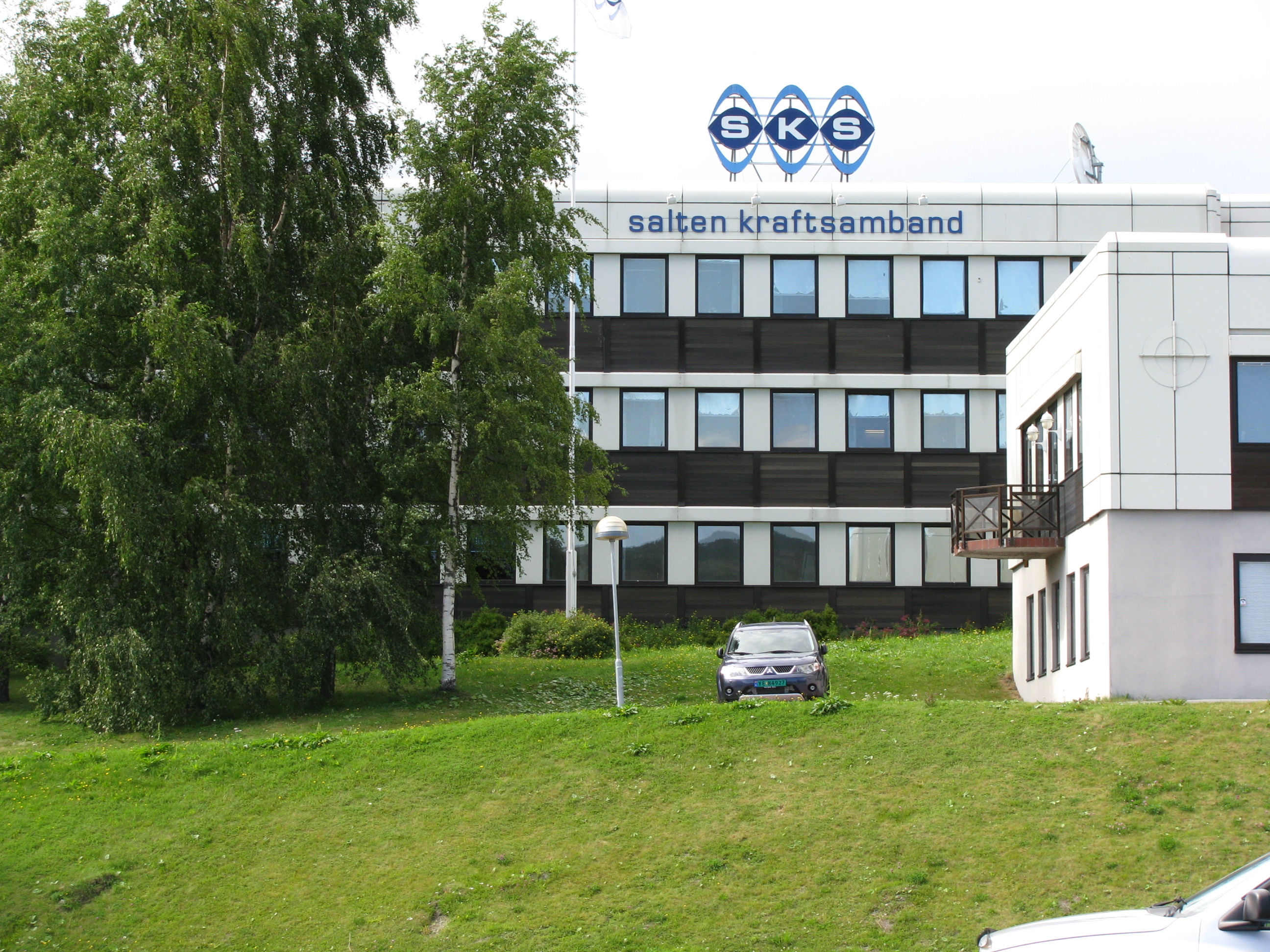
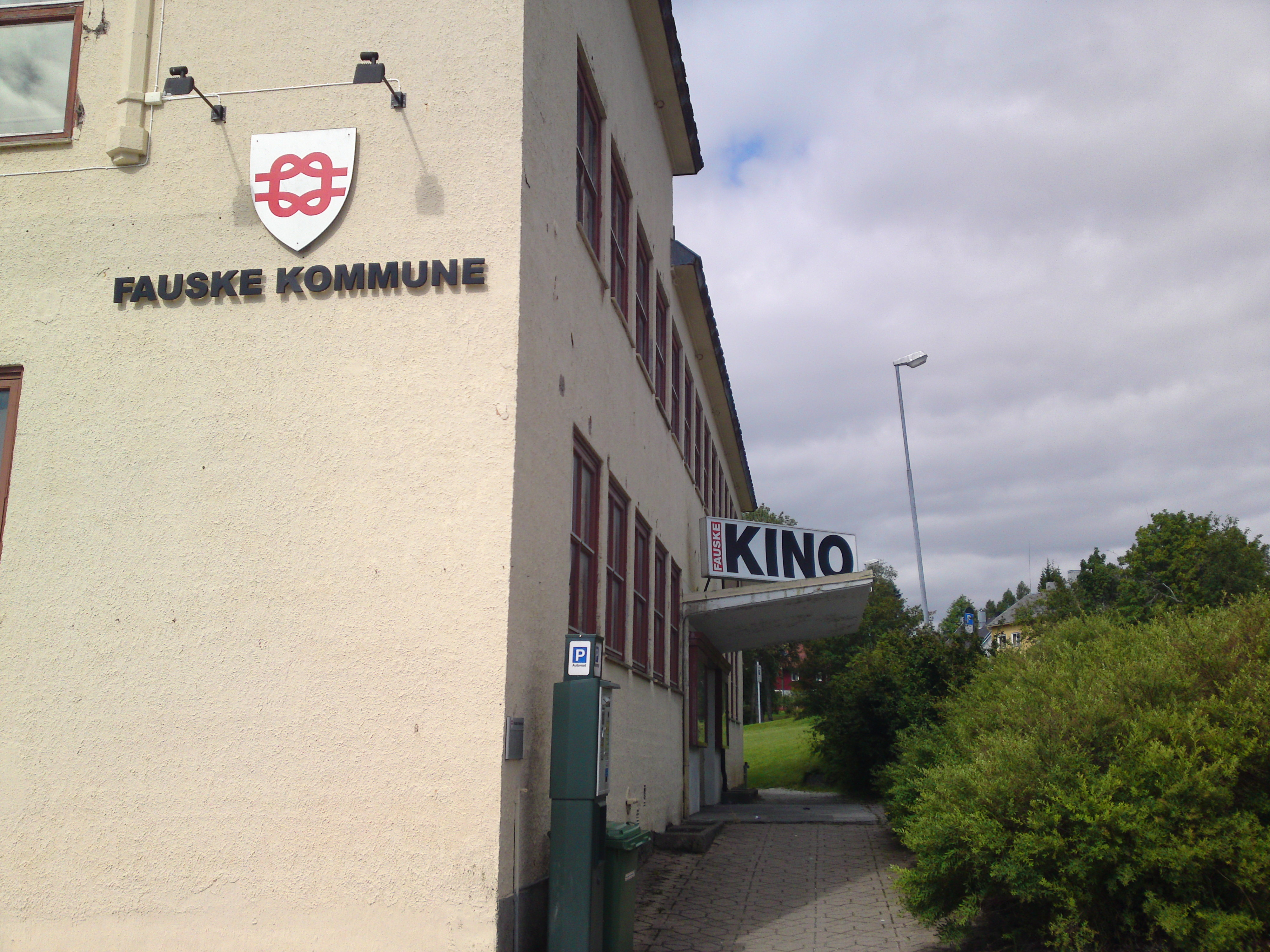
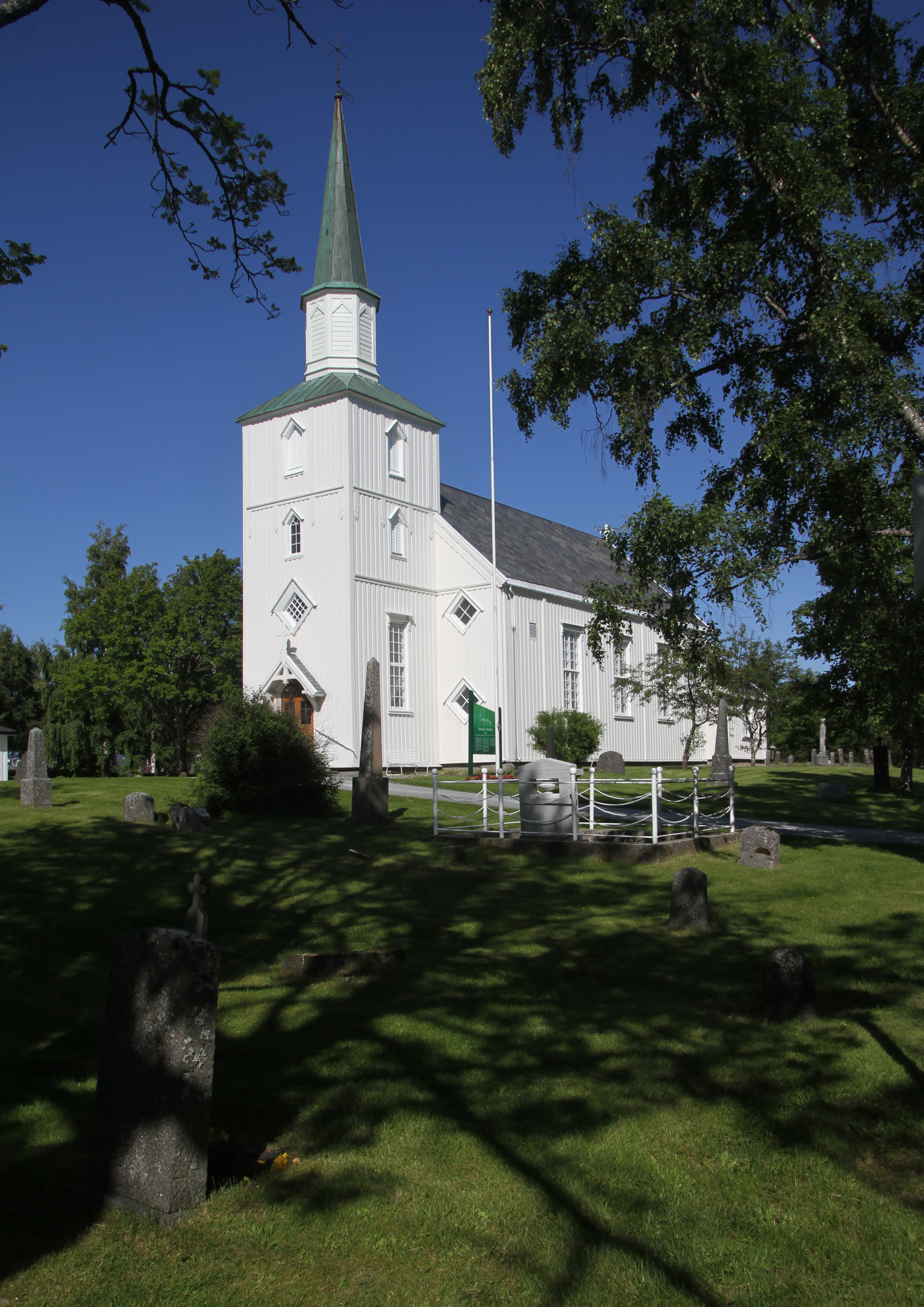
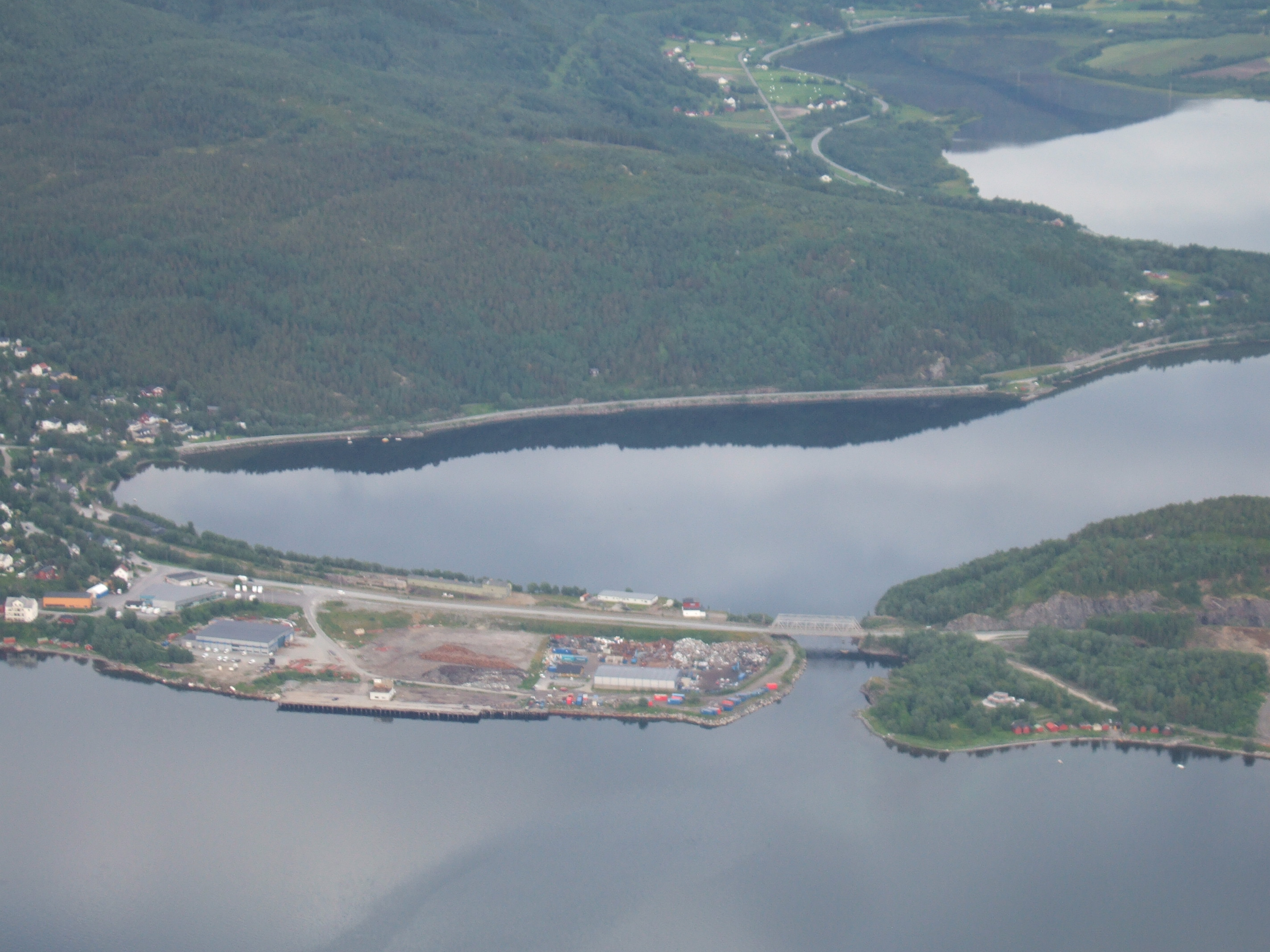